# Rodosz ostroma (1522)
Rodosz ostroma 1522. június 26-ától december 22-éig tartott. A Jeruzsálemi Szent János Ispotályos Lovagrend csaknem fél évig tartotta a Rodosz városát az Oszmán Birodalom jelentős számbeli fölényben lévő támadóival szemben, de végül kénytelen volt megadni magát. I. Szulejmán oszmán szultán engedélyével Philippe de Villiers de L’Isle-Adam nagymester és lovagjai, valamint a rodosziak egy része sértetlenül elhagyhatta a szigetet 1523. január 1-jén.

## Előzmények
A johhanniták 1310-ben foglalták el Rodoszt. A rend távlati célja a Szentföldre való visszatérés volt, mindennapjaikat a muzulmánok elleni támadások, valamint a muzulmánok és a keresztények közötti kereskedés akadályozása töltötte ki. A lovagok korábban csak szárazföldi hadműveletekben vettek részt, így Rodoszra költözésük után el kellett sajátítaniuk a tengeri harcmodort is. Gályáik először az 1312-es amorgószi ütközetben, majd 1319-ben a híoszi csatában mértek vereséget a törökökre.
A rodoszi évek meghatározó jellemzője volt a pénztelenség. Ennek több oka voltː Nyugat-Európában sokan elfordultak a lovagrendektől, miután elvesztették a Szentföldet. A rend perjelségeiben, amelyeknek évi bevételük egyharmadát kellett volna a szigetre küldeniük, burjánzott a korrupció és a szervezetlenség. 
 A csordogáló pénzt a lovagok erődítési munkákra, gályák építtetésére és fenntartására költötték, és olykor erejükön felül vettek részt a keresztény hadjáratokban.
1334 őszén a Szent Liga soraiban harcoltak az edremiti csatában, majd elfoglalták Leszboszt, 1337-ben pedig visszaszerezték Koszt. Komoly szerepet vállaltak Szmirna bevételében és megtartásában. Az 1350-es éveket a keresztény hatalmak versengése és az Oszmán Birodalom terjeszkedése jellemezte. A rend 1365-ben részt vett az Alexandria elleni hadjáratban,, majd 1376-ben partra szállt Epiruszban. Az utóbbi, az ispotályosok első önálló akciója, súlyos katonai kudarccal zárult. Az évszázad végén a Peloponnészoszon próbálták megakadályozni a török térnyerést. A 15. század elején nagy erődépítések kezdődtek Rodoszon, amelyek aztán az egész évszázadot jellemezték.
A latin keresztény területek jelentősen csökkenésével párhuzamosan felértékelődött Rodosz. Egyre több kereskedő használta bázisként. Eközben a rend összetétele is megváltozott, és jelentősen csökkent a francia nyelv tagjainak aránya. Rodosz a muzulmánok és keresztények elleni kalóztámadások kiindulópontja lett. A támadások miatt gyakran keveredtek vitába a velenceiekkel és a genovaiakkal, mivel a kalózok az ő hajóikat is kifosztották. A kalózakciók súlyos károkat okoztak a Mamlúk Birodalomnak, amellyel a rend hol szövetségben, hol ellenséges viszonyban volt. A mamlúkok 1444-ben sikertelenül ostromolták meg Rodoszt.
1453 tavaszán elesett Konstantinápoly. A város és a Bizánci Birodalom bukása egyértelművé tette, hogy alapvetően fognak megváltozni a viszonyok térségben, amelyet egyértelműen a keresztények uraltak a 11. és a 15. század között. II. Mehmed ambíciói ugyanis hatalmasak voltakː azt akarta, hogy a világon „egy birodalom, egy hit és egy hatalom” legyen. Ettől kezdve a lovagok életét az ostromra való készülés és a pénzhiány határozta meg.
A szultán 1480-ban megtámadta Rodoszt. Az ostrom csaknem három hónapon át tartott, és a védők sikerét hozta. A következő másfél évtized relatív nyugalomban telt, mivel a lovagok békét kötöttek a törökökkel, annak vállalásával, hogy őrzik a trónkövetelő Dzsem herceget. Az ellenségeskedés a 16. század elején kiújult.

## A háború
A johanniták – a magyarokhoz hasonlóan – nem számíthattak a többi európai államtól segítségre. Velence már régóta békében élt a törökökkel, főleg azután, hogy 1500-ban és 1503-ban jelentős vereséget szenvedett tőlük. A békét a dózse 1513-ban meghosszabbította. X. Leó pápának már éppen elég nagy gondot okozott a magyar-török háború is, amellé I. Ferenc francia király Itália és a Német-római Birodalom ellen folytatott harcot, melyben Velence és Spanyolország is érintve volt.
A források szerint Musztafa pasa vezetésével négyszáz hajóról 100 ezer fős török sereg szállt partra Rodoszon. Mielőtt Rodosz városa ellen indultak volna, elfoglalták a sziget területének nagy részét, és ellenőrzésük alá vonták a környező vizeket.
A lovagrendnek körülbelül 10 ezer katonája lehetett, amiből 3000 fő rendtag volt (portugálok, spanyolok, olaszok, németek, provence-iak, angolok, kasztíliaiak, aragóniaiak, angolok, auvergne-iek), a sereg többi része reguláris olasz, görög katonákból állt. A haderő 150 hajóból álló flottával is rendelkezett, amit Kandiából odavezényelt velencei erősítésekkel egészítettek ki. A lovagrend 7500 katonát (ebből 2000 lovagot) állomásoztatott a rodoszi várban.
A Rodosz nyugati felén levő apróbb szigeteket a törökök igen hamar elfoglalták, és a környéket is felperzselték, miután június 26-án megkezdték a partraszállást. A keresztény flotta nem tehetett mást, minthogy zavarta a török hajók mozgását és utánpótlását, mert nyílt összecsapást semmiképp sem kockáztathatott meg. Július 28-án csatlakozott a sereghez Szulejmán, aki még azon a napon támadást intézett a vár ellen.
A harcok azonban eléggé elhúzódtak, és kitolódtak a téli időszakra is, de mivel a mediterrán térségben nem köszöntött be a hideg, ezért a török sereg egész évben fegyverben maradhatott. Lindoszt elfoglalták az oszmánok, de jelentős veszteségeik voltak, és akadozott az utánpótlás is.
A vár készletei decemberre kimerültek, akárcsak a flottáé. Segítség nem érkezett, ezért a védelmet vezető Phillipe de Villiers nagymester tárgyalni kezdett a szultánnal a tűzszünetről.

## Rodosz elvesztése
A Szulejmánnal kötött egyezség értelmében átadták Rodosz és Lindosz várakat, a sziget többi településével együtt, a flottából pedig száz hajót. A maradék ötvennel a lovagrend kiürítette a várat, és megkezdte az áttelepítést Kandiába. Velük együtt néhány ezer lakos is elhagyta a szigetet.
Szulejmán ezzel fontos keresztény támaszpontot iktatott ki az Égei-tengeren, bár számos görög sziget még mindig Velence kezén volt.
A lovagrendnek V. Károly német császár és spanyol király 1530-ban Málta szigetét adományozta, ahol fenntarthatta államát. A johanniták ezután részt vettek a velencei–török háborúkban és a spanyol–török háborúkban, így a kandiai háborúban is. 1565-ben megvédték Máltát egy újabb nagyerejű török támadástól, és a török flotta kalóztevékenységeit is jelentősen gátolták a meleg tengereken.